# Sztalker
A Sztalker (oroszul: Сталкер; németül: Stalker) 1979-ben bemutatott színes és fekete-fehér szovjet film, melyet Andrej Arszenyjevics Tarkovszkij rendezett.
A Sztalkerben mindent végig ki kell mondani.

## Forgatókönyv
A film alaptörténete Arkagyij és Borisz Sztrugackij Piknik az árokparton című sci-fi kisregényén alapul.
„Néhány esztendeje abban a megtiszteltetésben volt részünk, hogy közreműködhettünk a Sztalker című film forgatásában. (...) A munka során azonban (közel három évig tartott) Tarkovszkij végül olyan filmet készített, amelynek semmi köze a kisregényhez. S forgatókönyvünk végleges változatában csupán a "Sztalker" és a "Zóna" kifejezések maradtak meg, valamint az a misztikus hely, ahol a kívánságok teljesülnek. (..) Senki sem kételkedett, hogy a film nemzetközi rangú. Ne vegyék öndicséretnek szavainkat! A film létrehozásában az érdem oroszlánrésze Tarkovszkijé, mi csupán a kisinasai voltunk.” – (Arkagyij Sztrugackij)
A film első változata 1978-ban készült, azonban az a változat rossz kezelés miatt (szándékosság gyanúja is felmerült) megsemmisült. Tarkovszkij – szívinfarktusa után – némileg átírt forgatókönyvvel, és még nagyobb nehézségek közepette újraforgatta a filmet.
A film eleje és vége fekete-fehér, a Zónában játszódó részei és az utolsó, telekinézises jelenet a címszereplő kislányával azonban színesek.

## Cselekmény
A Solaristól eltérően a Sztalkerban külsőségeiben nincs jelen a tudományos fantasztikum, csupán a cselekmény kiindulópontja fantasztikus.
Valahol egy kis országban van a Zónának nevezett terület, ahol egykor meteor csapódott be vagy űrhajó szállt le (senki sem tudta pontosan megállapítani, hogy mi történt). A becsapódás miatt tűzvész pusztított a környéken, hamarosan egyéb, furcsább jelenségeket is tapasztaltak, és mivel emberek tűntek el vagy haltak meg, a hatóságok lezárták és körülkerítették. A Zónába belépni tilos, fegyveresek őrzik, akik tüzet nyitnak a behatolókra. A sztalkerek olyan emberek, akik pénzért illegálisan a Zónába vezetik a boldogtalanokat, a kíváncsiakat, a menekülőket.
A Zóna veszélyes hely, és nemcsak az illegalitás és az őrség fegyverei miatt. A Zóna csapdák bonyolult rendszere, és mindegyik halálos. A régi utak gyakran eltűnnek, és újak jelennek meg. A korábban veszélytelen helyek járhatatlanok lesznek. Az út hol sima, hol összekuszálódik. Az egyenes út általában végzetes, mindenhova csak kerülővel lehet eljutni. Azon az úton visszatérni, amelyiken jöttünk, lehetetlen. Sokáig egy helyben maradni szintén veszélyes. Egy tapasztalt sztalker segítsége nélkül a Zónába látogatni öngyilkosság, de még egy sztalker vezetésével sem életbiztosítás.
Az egyik főhős, a Sztalker, miután kiszabadult ötéves, a zónalátogatások miatt kapott börtönbüntetéséből, nehéz körülmények között él feleségével és béna kislányával. Azonban képtelen felhagyni a Zóna felkeresésével, ami miatt összeveszik a feleségével: az asszonyt figyelmen kívül hagyva, éppen újabb törvénytelen expedícióra indul.
A film ennek a Zónába irányuló látogatásnak a krónikája. A Sztalker két névtelen ügyfelet: az Írót és a Professzort vezeti a veszélyes kirándulásra, a Zóna legkülönösebb és legértékesebb részébe, egy elzárt és minden más résznél nehezebben megközelíthető, csapdákkal védett helyre, amelyet a Szobának neveznek. Állítólag valóra váltja azoknak az embereknek a kívánságait, akiknek sikerül eljutniuk oda.
Az Író alkotóereje elfogyása miatt és unalomból igyekszik a Zónába: szeretné megtudni a Szobától, hogy valódi író-e, érdemes-e folytatnia eddigi életét; a Professzor pedig – legalábbis az Író ezt feltételezi, és a tudós nem mond neki ellent – tudományos vizsgálatokat akar végezni a helyiségben. Egész útjuk egyetlen napig tart.
A Sztalker, kihasználva egy, a Zóna határában közlekedő katonai utánpótlást biztosító rendszeres vonatjáratot, kicselezve az őrséget, a Zóna határán belülre szállítja kocsin a két utast. Ezután egy hajtánnyal mennek a zóna belsejébe. Hamarosan rálelnek a Szobát rejtő romos házra.
Mivel az író fegyelmezetlenül viselkedik (erős alkoholt iszik és felelőtlenül sétálgat), a Sztalkerrel összevesznek: amikor az író elkezd babrálni egy ismeretlen rendeltetésű kábelt, a Sztalker megpróbálja fejendobni egy vascsővel. Az Író dühében megvádolja a Sztalkert, hogy csak azért mesélt a Zóna hihetetlen veszélyeiről, mert fel akarta verni a Szobába jutás árát, ami egyébként „karnyújtásnyira” van. A Sztalker figyelmeztetése ellenére egyenesen be akar sétálni a Szobát rejtő ház kapuján, míg a Sztalker egy jó nagy kerülőt akar tenni. A romos kapu előtt azonban egy idegen hang szól az Íróra: „Állj, ne mozdulj”! Az író visszarohan a másik két emberhez. Miután tisztázzák, hogy egyik sem szólt, hanem valószínűleg maga a Zóna figyelmeztette az írót – ami szokatlan jóindulat, a hebehurgyán viselkedő emberek többsége hamar meghal itt – a Sztalker kifejti azt az elméletét, hogy a Zóna állapotai és csapdái nem véletlenszerűek, hanem a látogató emberek lelkiállapotától függenek. A Sztalker megfigyelése szerint a Zóna általában csak a szerencsétleneket engedi át, akiknek nincs vesztenivalója. A Professzor ezt hallva, kint meg akarja várni őket, amíg a másik kettő meglátogatja a Szobát, de a Sztalker hallani sem akar erről, mivel nélküle senkinek sincs esélye élve visszajutni – a zóna csapdái és a határát őrző katonák is életveszélyesek.
Ezután nagyobb egyetértésben mennek tovább: a Zóna érthetetlen törvényeinek megismerése, az állandó életveszéllyel való szembenézés és egymással való vitáik után elérnek a Szoba küszöbéig.
A Szobához csak egy sötét földalatti alagúton keresztül lehet eljutni. A Sztalker szemmel láthatóan maga is retteg ettől a helytől: gyufával sorsot huzat, hogy ki menjen előre, a választás az íróra esik. Az író nem szívesen ugyan, de előre indul, és a nyomában sikeresen eljutnak a Szobáig. Itt több minden is történik: az Író egy pillanatra lelkileg összeomlik, és bevallja, hogy elrontotta az életét: hogy utál írni, mert undorodik a közönségétől, illetve a társadalomtól. Férgeknek tarja őket, akik állandóan rágnivalót akarnak: amikor jót ír, azt bemocskolták, amikor szennyet, annak örvendenek. „Azt hittem, hogy meg tudom javítani őket, ehelyett ők formáltak át a saját képükre és hasonlatosságukra.” A Sztalker – talán megnyugtatásul – közli vele, hogy mégis jó embernek kell lennie, ugyanis sértetlenül jutott át a Zóna legveszélyesebb részén, az alagúton, amit a sztalkerek csak Húsdarálónak neveznek, mert valaki (szinte) mindig meghal benne. Az Író tovább méltatlankodik egy mellékszobában a Sztalkerrel személyeskedve, eközben megcsörren egy telefon, melybe az Író dühödten bemondja: "Nem, ez nem klinika".
A Professzor felhívja az egyik kollégáját, illetve – valószínűleg – a főnökét. Hamar kiderül, hogy a beszélgetés ellenségek között zajlik. A Professzor kaján mosollyal beszél a kagylóba: hiába rejtettek el egy bizonyos tárgyat, ő járt a 4. bunkerben, és megtalálta. A vonal másik végén beszélő megfenyegeti: a Professzornak, mint tudósnak befellegzett, ha megteszi, amire készül, és börtönbe kerül, majd a lelkiismeretfurdalástól fel fogja kötni magát. A Professzor azonban nem ijed meg tőle, gondterhelten ugyan, de leteszi a kagylót.
A másik kettő nem érti, mi történt. Ekkor a Sztalker sürgeti őket: ha sötétedés előtt ki akarnak érni a Zónából, el kell indulniuk a Szobába. Az Író nem akar elsőként bemenni (mint hamarosan kiderül, valójában egyáltalán nem is akar bemenni, meggondolta magát). Eljött az eddig  háttérbe húzódó Professzor ideje: vállalja, hogy elsőként megy a szobába, a hátizsákjából pedig kávéfőzőre hasonlító szerkezetet vesz elő, és elkezdi összeszerelni. Az Író – aki eddig sem volt jó véleménnyel a technikáról és a tudományról – szelíden gúnyolódni kezd rajta: nini, a Professzor lélekmérőt hozott a Szobába, a lelket akarja megmérni. A Professzor azonban hidegen közli vele, hogy a szerkezet nem mérőműszer, hanem egy húsz kilotonna robbanóerejű bomba. Tagja a Zóna kutatásáért felelős fizikuscsoportnak, akik a Szobát veszélyesnek is ítélhető kívánságteljesítő tulajdonsága miatt (amit gonosz emberek kihasználhatnak) először el akarták pusztítani, és megépítették ezt a bombát, de aztán más elhatározásra jutottak, a tudományos kíváncsiság felülkerekedett rajtuk, a bombát elrejtették a 4. bunkerben. A Professzort azonban nem hagyta nyugodni a gondolat, hogy bárki bármit kívánhat: attól fél, hogy a jövendő diktátorai és egyéb aljas elemek előbb-utóbb felfedezik a Szobát, amit az emberiség nem érdemel meg.
A Sztalker rémülten el akarja ragadni a Professzortól a bombát, azonban az Író a Professzornak segít. Az Író ismét megvádolja a Sztalkert: csak azért hoz embereket a Zónába – a pénz mellett – hogy Istent játszhasson, hogy eldöntse, ki megy elöl a Húsdarálóban és ki marad hátra, és hogy gyönyörködjön a sikertelenül járt rossz emberek pusztulásában. A Sztalker azonban elhárítja ezt, és bevallja, hogy a Szoba pusztán a Hit lehetőségét jelenti számára, az egyetlen valamit, amit még birtokol, mert a kinti világ minden mást elvett tőle. Maga is csak olyan szerencsétlen, mint akiket a Szobába kísér, és azt élvezi, hogy tud segíteni rajtuk: ez maradt az egyetlen értelme az életének, de mást nem is kíván.
A Professzort részben meggyőzi a Sztalker szerencsétlensége, szétszedi a bombát, és a lényegtelenebb részeit szétszórja a helyiség pocsolyáiban, csak a veszélyes, ám deaktivált hatóanyagot teszi vissza a zsebébe. Ám a Szobába nem akar belépni, valójában eddig sem érdekelte. Az Író is elhatározza, hogy nem veszi igénybe a Szobát. Elmagyarázza a Sztalkernek, hogy mi történhetett a Magányos Farkassal, a Sztalker mesterével és tanítójával. A Sztalker korábban elmesélte, hogy a Farkas az öccsét, egy fiatal és tehetséges, nagy reményű költőt küldte a húsdarálóba, hogy bejusson a Szobába. A Szoba óriási gazdagságot adott neki, egy hét múlva azonban a Farkas felakasztotta magát. Az Író szerint a Szoba nem a kimondott vágyakat teljesíti, hanem a legtitkosabbakat. „Lelkifurdalás, lélek, ezeket a dolgok csak szavak, kitalálják őket. A Farkas letérdepelt és őrjöngve kérte vissza az öccsét a Szobától, de csak egy halom pénzt kapott, mert valójában erre vágyott igazán. Én nem megyek be oda, nem akarom a bennem lévő mocskot így a világra önteni. Inkább folytatom az írást és otthon jól leiszom magam.” A Szoba előtt mindhármuk az önmagával és egymással való szembenézésig jutott el, és feltárultak valódi, eddig rejtett és egymás (sőt önmaguk) elől is titkolt motivációik is, amik vezették őket. A Szobába egyikük sem lép be, egy kimerevített képen mindhárman a Szoba belsejét nézik, a kamera pedig – és vele együtt a néző – a Szobából néz vissza rájuk.
Végül abba a kocsmába térnek vissza, ahonnan elindultak, a Sztalkert a felesége és a lánya várja, elköszönnek a két utazótól. Otthon a Sztalker is összeomlik, és ágynak dől, mintha beteg lenne. „Ez az értelmiség? Ilyen tudósok, ilyen írók? Semmiben sem hisznek. Milyen emberek ők! Az egyetlen, amire gondolnak, hogy minél drágábban adják el magukat. Hogy jól megfizettessék lelkük minden rezdülését. Tudják, hogy nem hiába születtek, hogy ők elhivatottak. Hogy csak egyszer élnek. Hihetnek az ilyenek valamiben is? Senki nem hisz. Nemcsak ezek ketten, senki! Kit vigyek oda?” Senkinek nem kell a Szoba. A felesége azzal mentegeti őket, hogy az emberek nem rosszak, csak gyengék, ezért nem gyűlöletet érdemelnek, hanem sajnálatot. Vigasztalásul megígéri a Sztalkernek, hogy ha muszáj, felkereshetik együtt a Szobát. A Sztalker csalódottságában még a feleségét is megsérti: senkit nem visz többé a Zónába, a feleségét különösen nem. Ki marad neki, ha kiderül, hogy az asszony sem méltó rá?
Az önálló erkölcsi személyiség kialakulásának nehézségeiről hármuk válasza mellett Sztalker feleségének áldozatvállalása is megjelenik. A film végén Sztalker kislánya (aki szemmel láthatóan elkezd elméje erejével egy poharat mozgatni), a földhözragadt ember lehetőségein túllépő példát mutat. Ezután egy távoli vonat okozta rezgéssor rázkódtatja meg az egész házat (a film kezdetén is ez volt tapasztalható), miközben Beethoven Örömódája hallható.
A Sztalkerben Tarkovszkij a művészet egyik végpontjáig jut el. A filmben feltett kérdésekre Tarkovszkij egyértelmű válaszokat ad, de ezek a válaszok már a művészeten kivüliek.
(Forrás: Kovács András Bálint – Szilágyi Ákos: Tarkovszkij, Helikon Kiadó. 1997)

## Alkotók
- Egyéb szereplők:
Alisza Frejndlih (a Sztalker felesége), Natasa Abramova (Márta, Sztalker lánya)
- Felhasznált zenék:
  - Marseillaise
  - Richard Wagner ("Tannhäuser")
  - Johann Sebastian Bach ("Erbarme Dich" ária kezdete fütyülve a Máté-passióból)
  - Maurice Ravel ("Bolero")
  - Ludwig van Beethoven ("IX. szimfónia")
- Művészeti vezető:
Savkat Abduszalamov
- Látványtervező:
Rasid Szafiullin
- Maszkmester:
V. Lvov
- Rendezőasszisztens:
Araik Agoronjan, Maria Csugunova, Larisza Tarkovszkaja, Jevgenyij Cimbal
- Steadicam operatőr:
Ivan Gekov

(Forrás: IMDb)

## Szakirodalom
- Nemes Károly: Mitta / Panfilov / Tarkovszkij (Filmbarátok Kiskönyvtára – kortársaink a filmművészetben; Magyar Filmtudományi Intézet és Filmarchívum – Népmüvelési Propaganda Iroda, Budapest, é.n. [~1977])
- Arkagyij Sztrugackij – Borisz Sztrugackij: Stalker / Piknik az árokparton (Európa, Budapest, 1984; 2005)
- Szilágyi Ákos – Kovács András Bálint: Tarkovszkij az orosz film Stalkere (Medvetánc Füzetek 1985/4 – 1986/1 melléklete, ELTE-MKKE,  Budapest, 1985)
- Kamarás István: Zónák és átlépők – A Stalker és különböző világnézetű befogadói (Művelődéskutató Intézet, Budapest, 1989)
- Kamarás István: Olvasatok (Osiris, Budapest, 1996)
- Szilágyi Ákos – Kovács András Bálint: Tarkovszkij, az orosz film sztalkere (Helikon Kiadó, Budapest, 1997, ISBN 963-208-478-0)
- Andrej Tarkovszkij: A megörökített idő (Osiris, Budapest, 1998; 2002)
- Andrej Tarkovszkij: Napló (Osiris, Budapest, 2002; 2003)
- Paul Schrader: A transzcendentális stílus a filmben: Ozu / Bresson / Dreyer (Szerzőifilmes Könyvtár 2. kötet; Francia Új Hullám, Budapest, 2011)

## Díjak
Cannes-i filmfesztivál (1980)
- díj: Ökumenikus zsűri díja

Fantasporto – Fantasztikus filmek nemzetközi fesztiválja, Porto (1980)
- díj: Közönségdíj – Audience Jury Awards (Special Mention)